# Kovács Ferenc (labdarúgó, 1934)
Kovács Ferenc (Budapest, 1934. január 7. – Székesfehérvár, 2018. május 30.) olimpiai bronzérmes magyar válogatott labdarúgó, edző. A sportsajtóban játékosként Kovács III néven szerepelt. A magyar labdarúgó-válogatott volt szövetségi kapitánya.

## Pályafutása

### Játékosként
Az MTK saját nevelésű játékosaként 1954-ben mutatkozott be az élvonalban. A kék-fehérekkel kétszeres magyar bajnok és KK-győztes. Legnagyobb nemzetközi sikerét utolsó teljes idényében érte el az 1964-es KEK döntőbe jutással. A kupasorozat során a 11 mérkőzésből 8 alkalommal lépett pályára és a Zwickau ellen 11-esből gólt is szerzett. Játszott  a döntetlennel végződő brüsszeli döntőn (3-3) és a megismételt antwerpeni mérkőzésen is, ahol végül egy balszerencsés góllal a portugál Sporting Lisszabon 1-0-ra győzött.
1955-ben egyszer szerepelt a válogatottban. 1960-ban az római olimpián bronzérmet szerzett csapat tagja, 8-szoros olimpia válogatott.

### Edzőként
MTK

1965-ben az MTK-ban kezdte edzői pályafutását, az utánpótlás csapatnál. 1968 és 1969 között, két idényen át vezetőedző volt. Az első idényben megnyerték a Magyar Népköztásasági-kupát.

Videoton

Három időszakban is volt a fehérváriak vezetőedzője. 1972 és 1977 között megszilárdítja a csapatot az élvonalban. Az 1975-1976-os idényben a Ferencvárossal nagy versenyben volt a bajnoki címért az utolsó pillanatig, de végül a második hellyel kellett beérniük.
A nyolcvanas évek közepén két bajnoki harmadik hely mellett, az 1984-1985-ös UEFA-kupa döntőbe jutás volt edzői pályafutásának csúcsa. Ő az egyetlen Magyarországon, aki játékosként és edzőként is európai kupadöntőbe jutott.
Harmadik fehérvári edzői időszaka mindössze egy idényig tartott 1987-1988-ban, már kevés sikerrel.
Vasas és válogatott

1977-ben a bajnok Vasas irányítását vette át Illovszky Rudolftól. Eközben a magyar válogatottnál Baróti Lajos segítője is volt a világbajnokságra készülő csapat mellett. Argentína után leköszönő Baróti helyett ő lett  a válogatott szövetségi kapitánya. 1979-es lemondásáig 8 mérkőzésen 2 győzelem, 4 döntetlen és 2 vereség volt a mérlege.
További edzői munkái

1970 és 1972 között Egerben, 1980 és 1983 között Debrecenben, 1989 és 1990 között Szegeden dolgozott. 1990 és 1992 között az éppen nevet váltó Újpesti Dózsából újra Újpesti TE-nél lett vezetőedző. 1986-1987-es idényben a kanári-szigeteki Las Palmas edzője volt.

## Halála
Kovács Ferenc 84 éves korában hunyt el 2018. május 30-án. Temetése Pesterzsébeten volt június 19-én. A gyászszertartáson részt vett többek között Orbán Viktor miniszterelnök és Csányi Sándor az MLSZ elnöke, valamint az egykori játékosai közül mások mellett Burcsa Győző, Csongrádi Ferenc és Disztl Péter is.

## Sikerei, díjai

### Játékosként
- Magyar bajnokság
  - Bajnok: 1957-1958
  - 2.: 1954, 1955, 1957-tavasz, 1958-1959, 1962-1963
  - 3.: 1960-1961
- Kupagyőztesek Európa-kupája (KEK)
  - döntős: 1963-1964
- Közép-európai kupa (KK)
  - győztes: 1955, 1963
- Olimpia
  - bronzérmes: 1960, Róma.

### Edzőként
- MTK
  - MNK győztes: 1968
- Újpest
  - MNK győztes: 1992
- Videoton
  - Magyar bajnokság
    - 2.: 1975-1976.
    - 3.: 1983-1984, 1984-1985.

  - UEFA-kupa
    - döntős: 1984-1985.
- Magyar Arany Érdemkereszt (2015)[5]

### Személyes rekordok
- összesen 533 magyar bajnoki mérkőzés edzőként - az örökranglistán a harmadik.
- Játékosként és edzőként is szerepelt európai kupadöntőben.

## Statisztika

### Mérkőzése a válogatottban
| Magyarország | Magyarország        | Magyarország         | Magyarország | Magyarország | Magyarország  | Magyarország        | Magyarország | Magyarország |
| #            | Dátum               | Helyszín             | Hazai        | Eredmény     | Vendég        | Kiírás              | Gólok        | Esemény      |
| ------------ | ------------------- | -------------------- | ------------ | ------------ | ------------- | ------------------- | ------------ | ------------ |
| 1.           | 1955. november 13.  | Budapest, Népstadion | Magyarország | 4 – 2        | Svédország    | barátságos          | -            | 46'          |
|              | 1960. augusztus 26. | L’Aquila (ITA)       | Magyarország | 2 – 1        | India         | olimpiai D csoport  | -            |              |
|              | 1960. augusztus 29. | Nápoly (ITA)         | Magyarország | 6 – 2        | Peru          | olimpiai D csoport  | -            |              |
|              | 1960. szeptember 1. | Róma (ITA)           | Magyarország | 7 – 0        | Franciaország | olimpiai D csoport  | -            |              |
|              | 1960. szeptember 6. | Róma (ITA)           | Dánia        | 2 – 0        | Magyarország  | olimpiai elődöntő   | -            |              |
|              | 1960. szeptember 9. | Róma                 | Olaszország  | 1 – 2        | Magyarország  | olimpiai 3. helyért | -            |              |
|              | Összesen            |                      |              | 1            | mérkőzés      |                     | 0            | gól          |

### Mérkőzései szövetségi kapitányként
| Magyarország | Magyarország         | Magyarország                    | Magyarország  | Magyarország | Magyarország | Magyarország | Magyarország | Magyarország |
| #            | Dátum                | Helyszín                        | Hazai         | Eredmény     | Vendég       | Kiírás       | Gólok        | Esemény      |
| ------------ | -------------------- | ------------------------------- | ------------- | ------------ | ------------ | ------------ | ------------ | ------------ |
| 1.           | 1978. szeptember 20. | Helsinki, Olimpiai Stadion      | Finnország    | 2 – 1        | Magyarország | Eb-selejtező | -            |              |
| 2.           | 1978. október 11.    | Budapest, Népstadion            | Magyarország  | 2 – 0        | Szovjetunió  | Eb-selejtező | -            |              |
| 3.           | 1978. október 29.    | Szaloniki, Kaftanzogliu-stadion | Görögország   | 4 – 1        | Magyarország | Eb-selejtező | -            |              |
| 4.           | 1978. november 15.   | Frankfurt, Waldstadion          | NSZK          | 0 – 0        | Magyarország | barátságos   | -            |              |
| 5.           | 1979. március 28.    | Budapest, Népstadion            | Magyarország  | 3 – 0        | NDK          | barátságos   | -            |              |
| 6.           | 1979. április 4.     | Chorzów, Slask-stadion          | Lengyelország | 1 – 1        | Magyarország | barátságos   | -            |              |
| 7.           | 1979. május 2.       | Budapest, Népstadion            | Magyarország  | 0 – 0        | Görögország  | Eb-selejtező | -            |              |
| 8.           | 1979. május 19.      | Tbiliszi                        | Szovjetunió   | 2 – 2        | Magyarország | Eb-selejtező | -            |              |
|              | Összesen             |                                 |               | -            | mérkőzés     |              | -            | gól          |